# Cathormion
Genre
Cathormion  est un genre de plantes à fleurs dicotylédones de la famille des Fabaceae, sous-famille des Mimosoideae, originaire d'Asie du Sud et d'Australasie, qui comprend quatre espèces acceptées.
Ce sont des arbres ou des arbustes inermes, aux feuilles composées bipennées.

## Liste d'espèces
Selon The Plant List (3 décembre 2018) :
- Cathormion altissimum Hutch.
- Cathormion berteroanum (Balb. ex DC.) Burkart
- Cathormion rhombifolium (Benth.) Keay
- Cathormion umbellatum (Vahl) Kosterm.